# Système d'information régimentaire
Le système d'information régimentaire (SIR) est un système d'information opérationnelle et de commandement (SIOC), développé par EADS, à disposition des postes de commandement du niveau mise en œuvre (régiment, bataillon, compagnie, escadron, ou peloton) de l'Armée de terre (France).
Il permet de fédérer et d'organiser les informations envoyées par les systèmes d'information terminal et de les transmettre au système d'information pour le commandement des forces de l'échelon supérieur.
Il facilite de plus la préparation de la mission reçue, ainsi que l'élaboration et la transmission des ordres via un système de messagerie sur radio tactique. Il permet de suivre la situation grâce à l'actualisation des éléments, et l'évolution de cette situation en temps réel.
Le SIR est un système embarqué sur un ou plusieurs véhicules porteurs de type VAB, shelter 10 ou 15 pieds montés sur poids lourds GBC 180, et dans la version commandement du VBCI (Véhicule blindé de combat d'infanterie). Sa configuration permet de l'utiliser en mode débarqué en quelques minutes, que ce soit dans un poste de commandement tactique ou dans une infrastructure.
Mis en service opérationnel en 2007, il est utilisé par l'Armée de Terre sur la plupart des théâtres d'opérations extérieures.